# Palatul Festetics

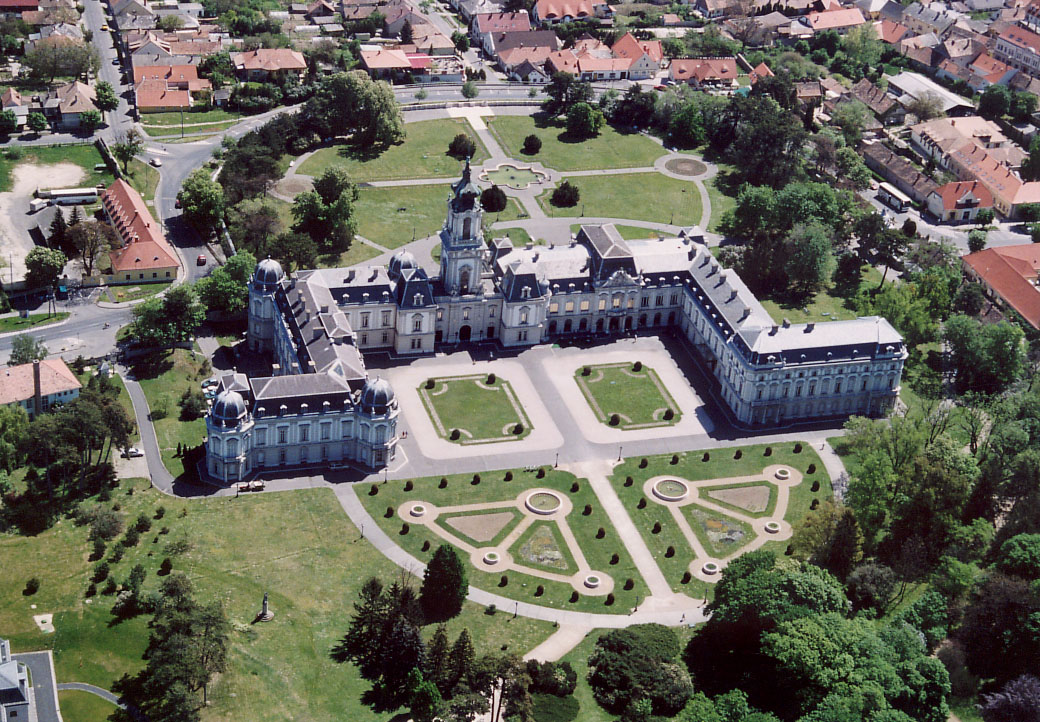
Vedere aeriană a Palatului Festetics

Palatul Festetics este un palat baroc situat în orașul Keszthely, Zala, Ungaria. Clădirea găzduiește acum Muzeul Palatul Helikon.
Construcția palatului a fost începută de Kristóf Festetics în 1745 și a durat mai mult de un secol. În acest timp, palatul, construit la început pe fundațiile unui castel ruinat, s-a triplat ca mărime în următoarele două campanii de construcție, cea mai recentă în 1880, urmând proiectele lui Viktor Rumpelmayer care trăia în Viena. 
După moartea lui Rumpelmayer, survenită în 1885, lucrarea a fost dusă la bun sfârșit de către arhitecții Gusztáv Haas și Miksa Paschkisch, rezultatul fiind una dintre cele mai mari case de țară din Ungaria.

## Istoria timpurie

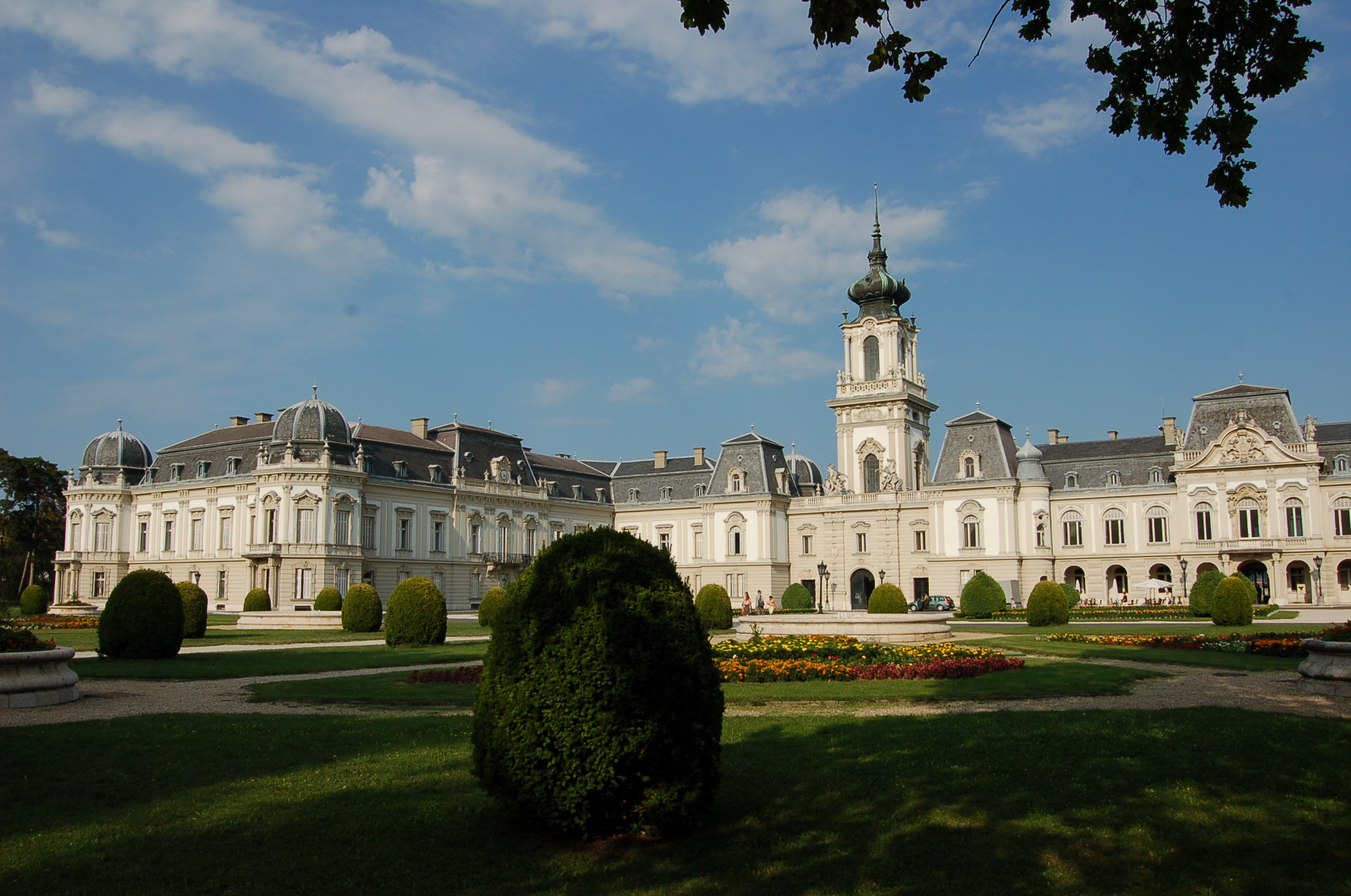
Grădina din față

Conții Festetics au mărit proprietatea în mod progresiv: Kristóf Festetics a înființat un spital, Pál Festetics a înființat o școală în oraș, iar Contele György Festetics a deschis în 1979 un colegiu agricol, Georgikon, primul de acest gen din Europa, care încă funcționează, dar ca facultate a Universității din Pannonia.
Aripa bibliotecii palatului a fost construită de Contele György Festetics în 1799-1801, sub atenta supraveghere a lui András Fischer de la Academia din Viena. Execuția a fost încredințată unor meșteri locali. Sala de mese (acum sală de concert) are decor stucco realizat de Mátyás Vathner din orașul Pápa. Zidăria a fost executată de zidarul local József Zitterbart, lăcătușeria de un maestru artizan local, József Dobrolán, sobele de teracotă de către József Pittermann și tâmplăria încrustată de către meșterul tâmplar János Kerbl, care a fost, de asemenea responsabil pentru accesoriile din bibliotecă. 
Colecția de carte a fost pusă la dispoziția studenților de la Georgikon. Marea colecție de carte care a rămas în castel formează singura mare bibliotecă aristocratică ce încă mai există în Ungaria. 
Rezultatul este că axa centrală a grădinii din față este centrată pe un pavilion de corp de logis, , mai degrabă decât pe renumitul turn central al construcției extinse în 1880, cu acoperișuri de mansardă proeminente și lucarne bogat înrămate, tipice stilului neo-baroc din cel de-al doilea imperiu francez și lucrărilor din lemn în stilul neo-renascentist așa cum sunt găsite în unele interioare. La intrarea dinspre oraș, axa rămâne centrată pe structura barocă originală, flancată acum de o aripă. 
Extinderea elaborată a fost realizată de Contele Tasziló Festetics, care s-a căsătorit cu Lady Mary Douglas-Hamilton (1850-1922) pe 2 iunie 1880. Aici a fost cazat prințul de Wales, Edward, în vizitele sale "incognito" din octombrie 1885 și din nou în 1888 însoțit fiind de marele său prieten, Ducele de Hamilton, cumnatul lui Festetics. Portretele familiei Festetics au rămas în palat.

## Istoria recentă
Spre deosebire de zona înconjurătoare, palatul nu a fost deteriorat în timpul acelui de-al doilea război mondial. Palatul găzduiește un muzeu independent (Muzeul Palatul Helikon) din 1974 și este vizitat de 200.000 de oameni în fiecare an.
Grădinile din jurul palatului s-au extins în secolul al XIX-lea cu un peisaj naturalist peisaj în stil englezesc. Concerte în aer liber sunt ținute în timpul verii. La grajduri se află acum o colecție de trăsuri.

## Galerie

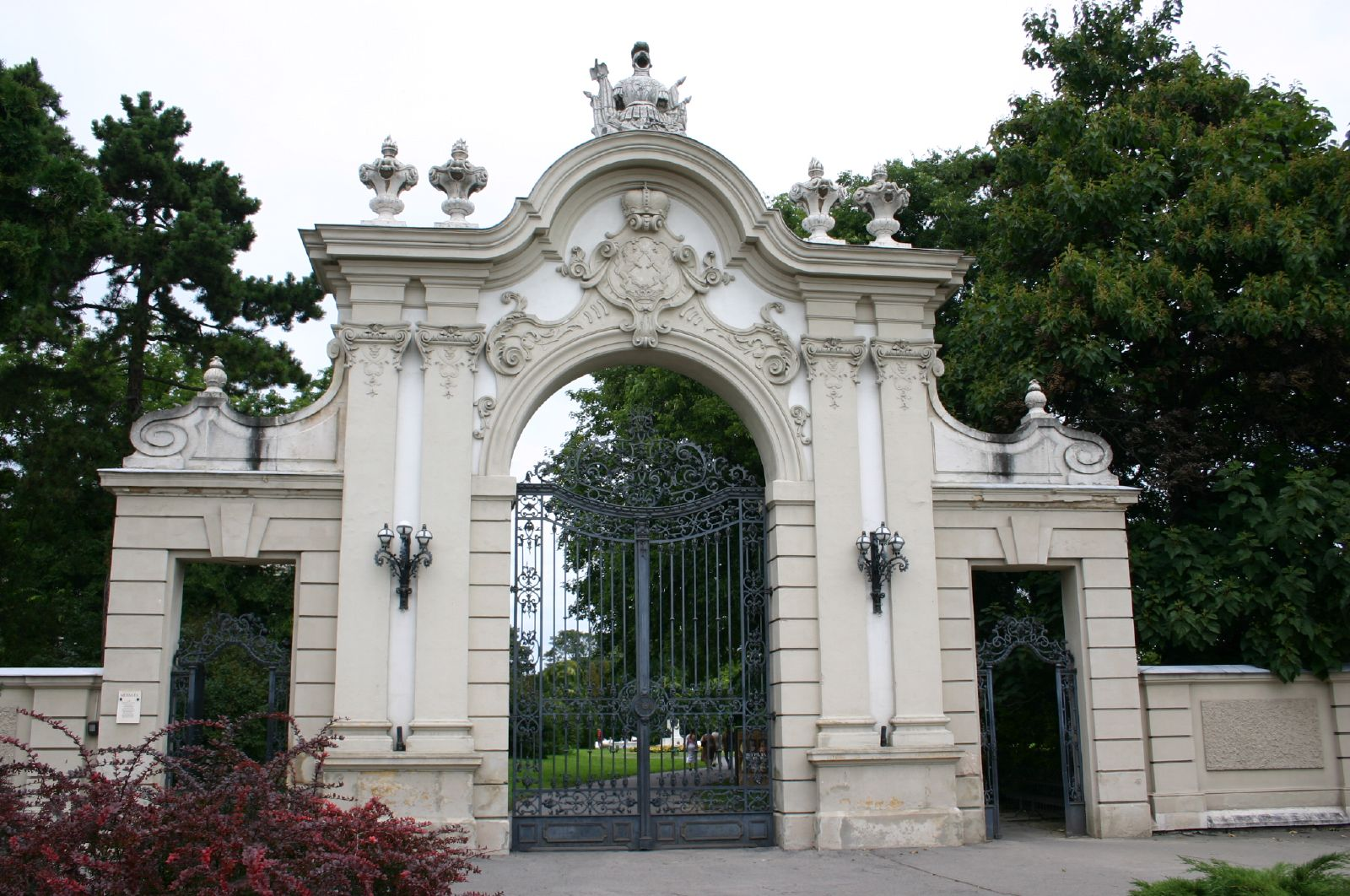
Poarta grădinii neo-baroce
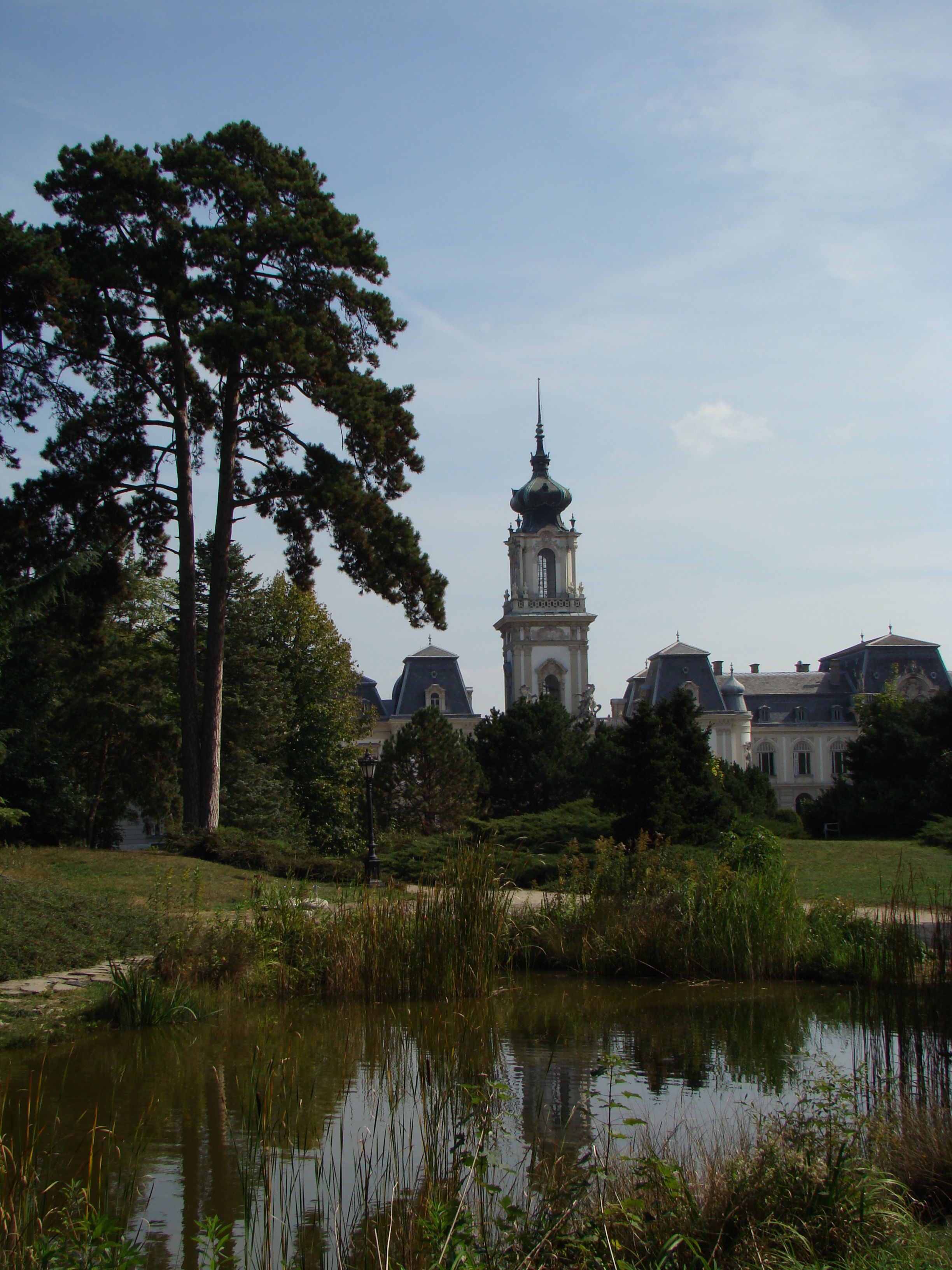
Vedere a grădinii
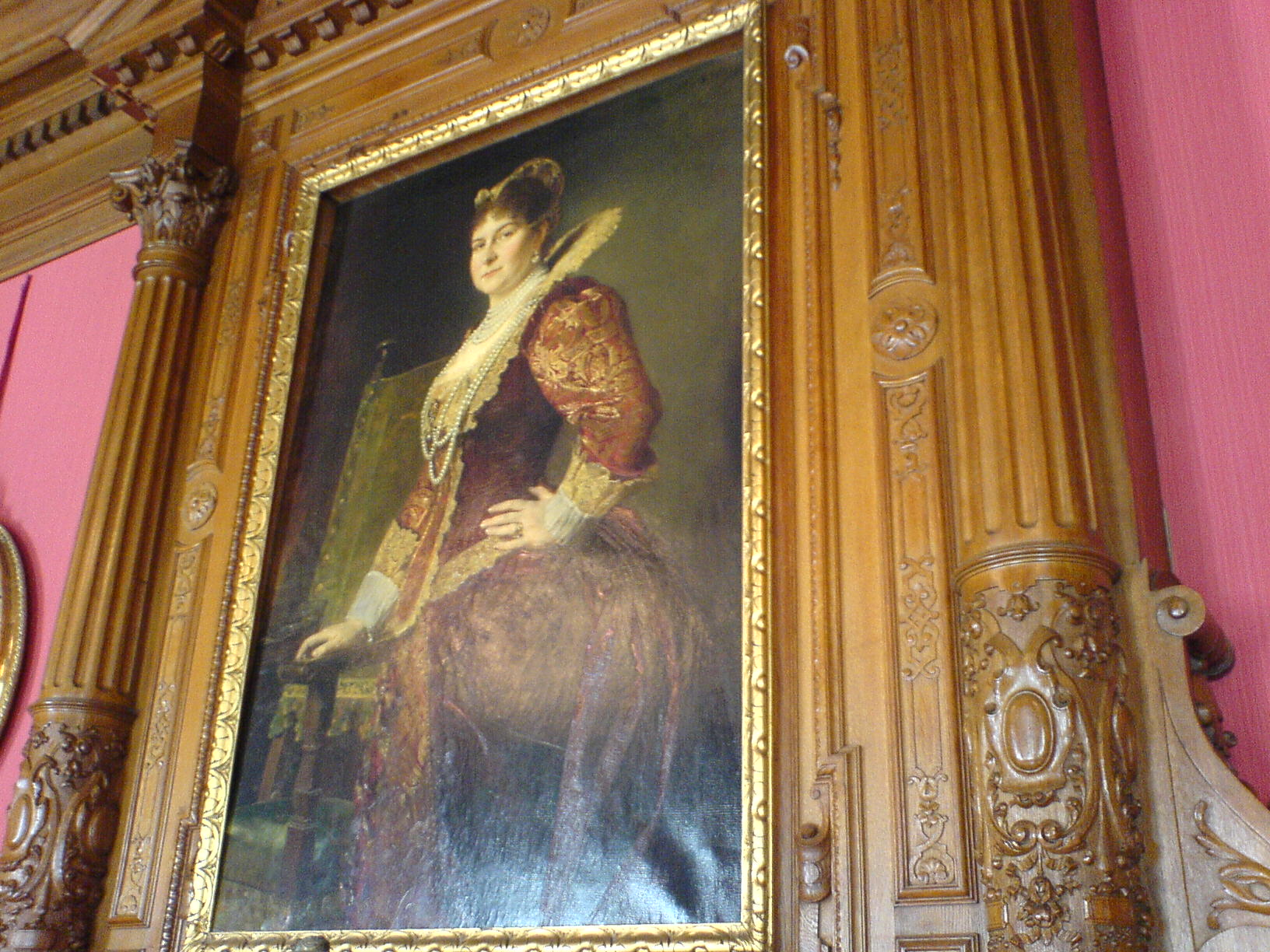
Interior din palat
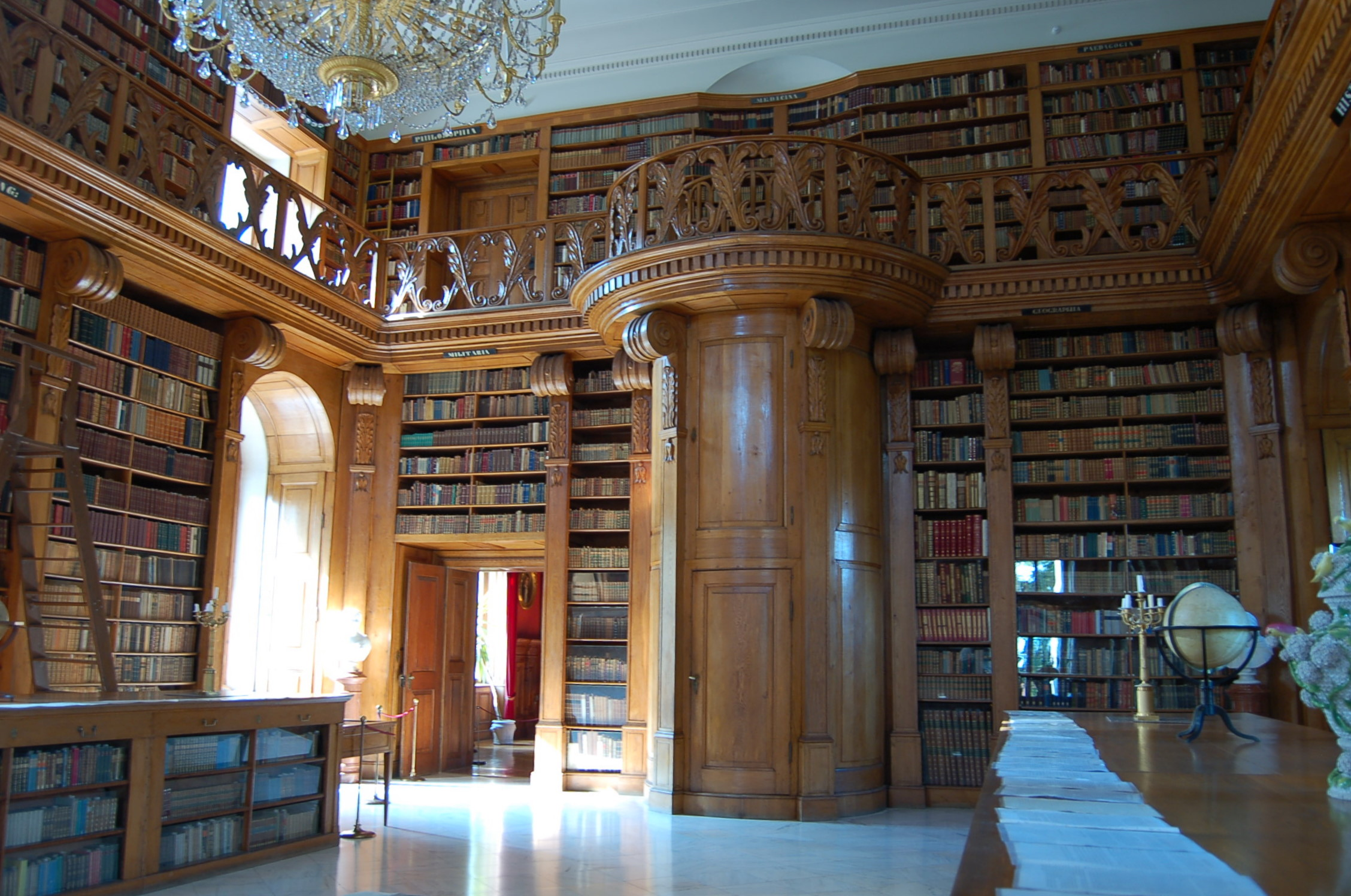
Vedere din bibliotecă